# Kinh tế chính trị Marx-Lenin

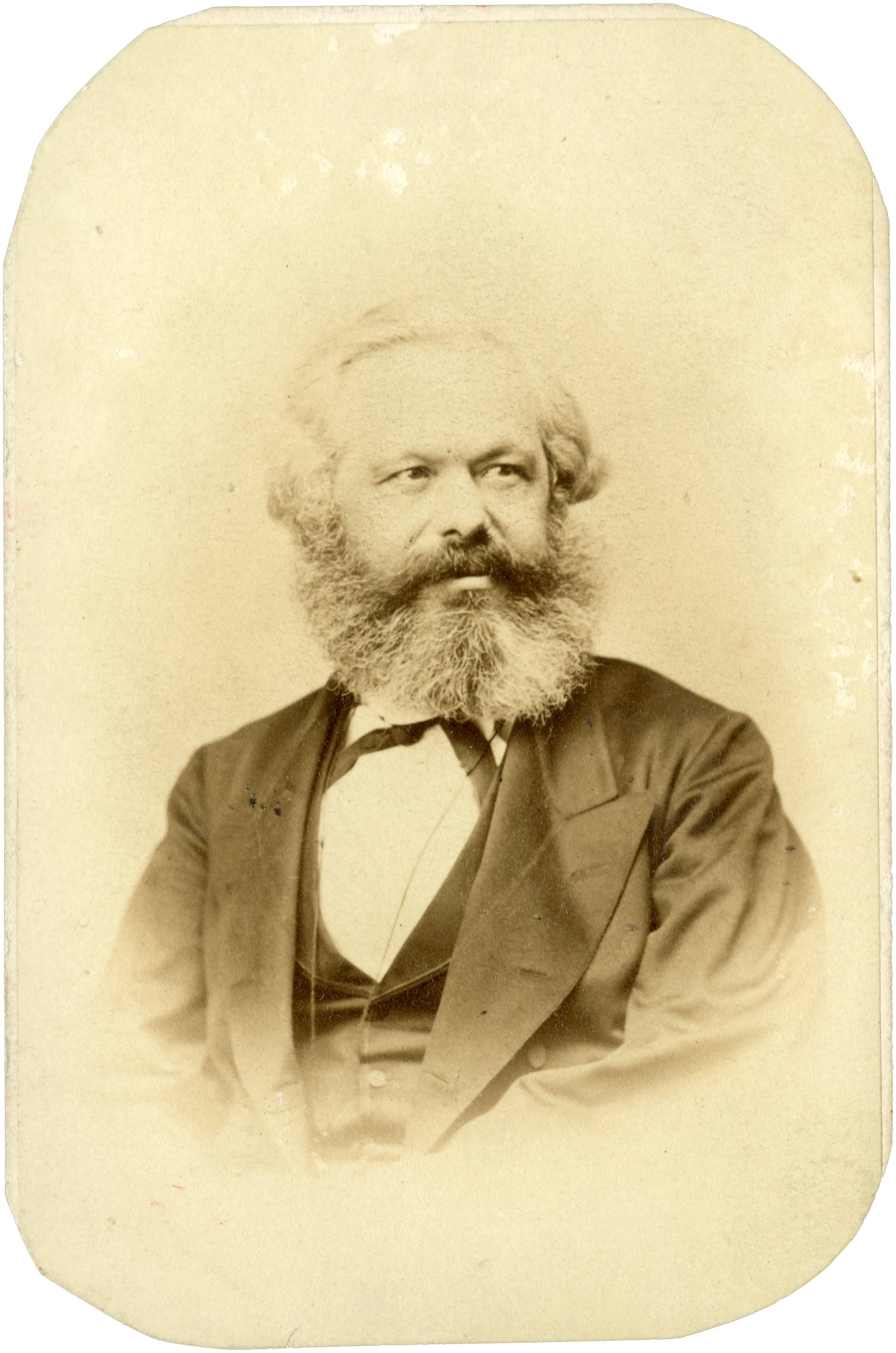
Karl Marx, người sáng lập ra học thuyết kinh tế chính trị Marx - Lenin

Kinh tế chính trị Marx-Lenin hay kinh tế chính trị học Marx-Lenin là một lý thuyết về kinh tế chính trị do Marx, Engels và sau này là Lenin phát triển trong giai đoạn mới, có đối tượng nghiên cứu là phương thức sản xuất tư bản chủ nghĩa và những quan hệ sản xuất và trao đổi thích ứng với phương thức sản xuất tư bản chủ nghĩa. Stalin là người đã tạo ra khái niệm chủ nghĩa Marx - Lenin trong đó có kinh tế chính trị Marx - Lenin bằng cách kết hợp tư tưởng của Marx và Lenin đồng thời giản lược hóa chúng. Những nghiên cứu về kinh tế chính trị của Marx và Lenin cung cấp cơ sở lý luận cho những học thuyết khác về chính trị, triết học, xã hội học của họ. Cốt lõi của kinh tế chính trị Marx - Lenin là học thuyết giá trị thặng dư của Karl Marx.

## Đối tượng và chức năng
Đối tượng nghiên cứu của kinh tế chính trị Marx - Lenin là quan hệ sản xuất trong sự tác động qua lại với lực lượng sản xuất và kiến trúc thượng tầng nhằm tìm ra bản chất của các hiện tượng và quá trình kinh tế, phát hiện ra các phạm trù, quy luật kinh tế ở các giai đoạn phát triển nhất định của xã hội loài người.
Về chức năng của kinh tế chính trị Marx - Lenin, mục đích của Marx và Friedrich Engels khi nghiên cứu, sáng tạo ra kinh tế chính trị này nhằm các mục đích sau (đây cũng là chức năng của kinh tế chính trị học Marx - Lenin)
- Chức năng nhận thức: Chức năng này thể hiện ở chỗ kinh tế chính trị Mác - Lenin cần phải phát hiện bản chất của các hiện tượng, quá trình kinh tế của đời sống xã hội, tìm ra các quy luật chi phối sự vận động của chúng, giúp con người vận dụng các quy luật kinh tế một cách có ý thức vào hoạt động kinh tế nhằm đạt hiệu quả kinh tế, xã hội cao.
- Chức năng thực tiễn: Là chức năng nhận thức để phục vụ cho hoạt động thực tiễn có hiệu quả. Chức năng thực tiễn có quan hệ với chức năng nhận thức, ở chỗ từ việc nghiên cứu các hiện tượng và các quá trình kinh tế của đời sống xã hội, phát hiện ra bản chất, các quy luật chi phối và cơ chế hoạt động của các quy luật từ đó kinh tế chính trị cung cấp những luận cứ khoa học để hoạch định đường lối, chính sách và biện pháp kinh tế. Đường lối, chính sách và các biện pháp kinh tế dựa trên những luận cứ khoa học đúng đắn đã nhận thức được sẽ đi vào cuộc sống làm cho hoạt động kinh tế có hiệu quả cao hơn nhiều.
- Chức năng phương pháp luận: Kinh tế chính trị là nền tảng lý luận cho một tổ hợp các khoa học kinh tế. Những kết luận của kinh tế chính trị biểu hiện ở các phạm trù và quy luật kinh tế có tính chất chung là cơ sở lý luận của các môn kinh tế chuyên ngành và các môn kinh tế chức năng, nó là cơ sở lý luận cho một số môn khoa học khác.
- Chức năng tư tưởng: Kinh tế chính trị Marx - Lenin là cơ sở khoa học cho sự hình thành thế giới quan, nhân sinh quan và tuyên truyền cho đấu tranh giai cấp của giai cấp công nhân và nhân dân lao động để xây dựng chủ nghĩa cộng sản.

## Tiếp thu và kế thừa
Karl Marx và Engels đã nghiên cứu, kế thừa nhiều lý thuyết về kinh tế học trước đó như các trường phái chủ nghĩa trọng nông (đề cao nông nghiệp), chủ nghĩa trọng thương (đề cao vấn đề thương mại, mua bán, trao đổi...) và chịu ảnh hưởng của kinh tế học cổ điển Anh với các đại biểu như Adam Smith, David Ricardo hay William Petty để tạo ra một lý thuyết kinh tế mới của họ. Hai người đã thực hiện một cuộc cách mạng trong kinh tế chính trị học khi đi sâu vào bản chất của tư bản và xem xét các vấn đề mà khoa kinh tế chính trị học đã bỏ qua như khủng hoảng kinh tế từ đó đưa ra dự đoán về sự tiến hóa của xã hội loài người sang một hình thái kinh tế xã hội mới là xã hội cộng sản. Marx được xem là một học giả nổi bật trong kinh tế học phi chính thống, một kẻ nổi loạn trong khoa kinh tế chính trị có ảnh hưởng lớn đến lịch sử nhân loại. Ông đã kế thừa kinh tế học cổ điển đồng thời chỉ ra sự bất lực của nó trong việc giải thích nhiều hiện tượng kinh tế cũng như phủ định luôn kinh tế học cổ điển bằng cách coi chủ nghĩa tư bản được kinh tế học cổ điển nghiên cứu cũng chỉ là một giai đoạn trong lịch sử loài người sẽ bị thay thế bằng một giai đoạn tiến hóa cao hơn là chủ nghĩa cộng sản.
Kinh tế chính trị của Marx và Engels xây dựng có khác so với các lý thuyết trước đó ở chỗ các học thuyết, lý thuyết trước Marx và Engels chủ yếu tập trung nghiên cứu sâu về vấn đề kinh tế, các quan hệ kinh tế đơn thuần và tập trung cho mục đích kinh tế và hoạt động kinh tế, hay hiệu quả kinh tế, các phương pháp kinh doanh... trong khi đó lý thuyết của Marx và Engels thì gắn chặt kinh tế với chính trị dùng kinh tế để giải thích chính trị, giải thích các hiện tượng chính trị - xã hội theo tư duy của chủ nghĩa duy vật lịch sử.

## Một số nội dung cơ bản

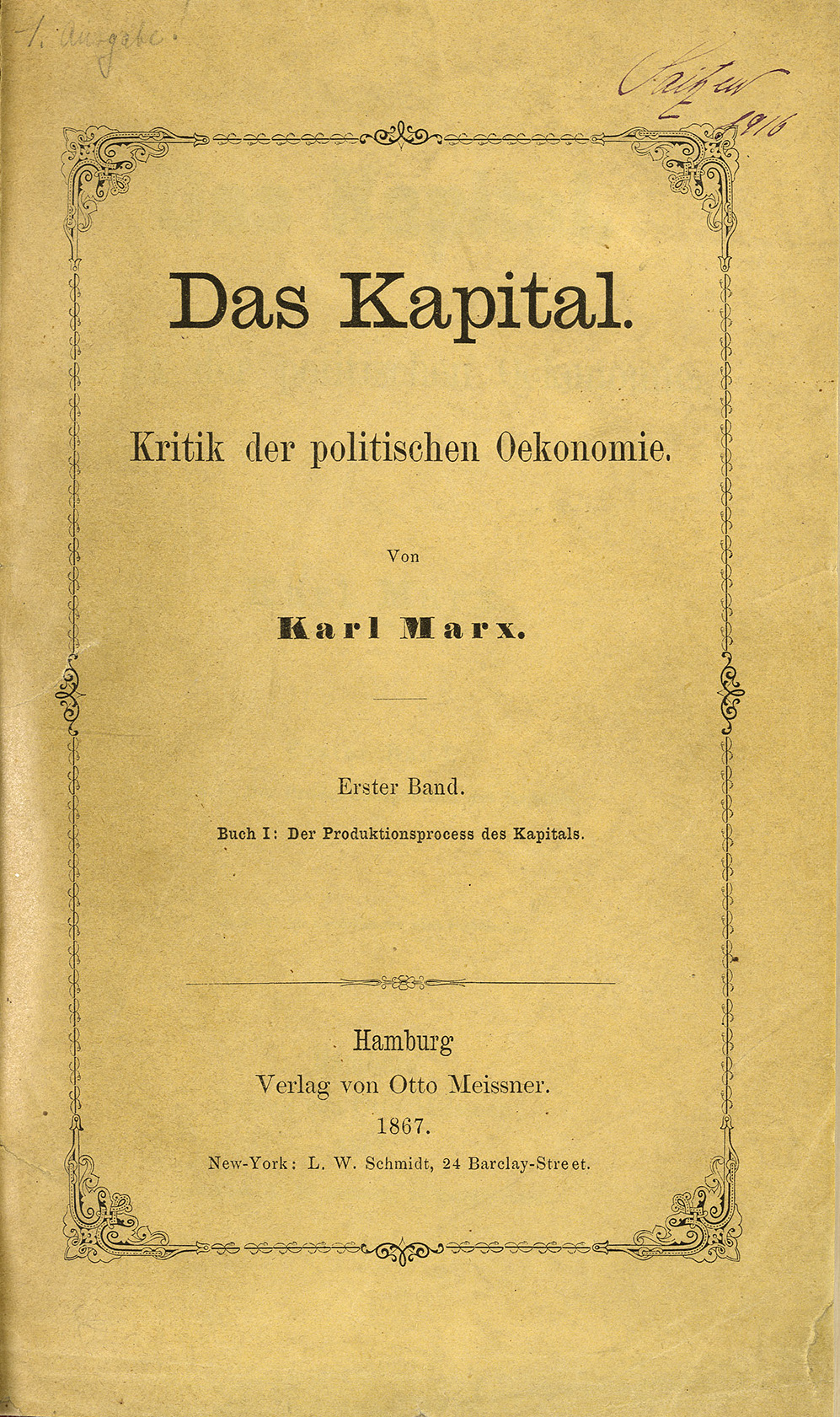
Tư bản cuốn sách chứa đựng nội dung của kinh tế chính trị Mác - Lê nin

Kinh tế chính trị Marx - Lenin tập trung nghiên cứu, mổ xẻ các quan hệ kinh tế trong lòng xã hội tư bản và nghiên cứu sâu về các quy luật của nền sản xuất này, cụ thể là
- Đề cập về hàng hóa, sản xuất hàng hóa và các quy luật kinh tế của sản xuất hàng hóa (trong chủ nghĩa Tư bản)
- Tập trung mổ xẻ quy luật kinh tế cơ bản của chủ nghĩa tư bản mà cốt lõi là việc sản xuất giá trị thặng dư
- Phân tích sự vận động của tư bản cá biệt và tái sản xuất tư bản xã hội
- Xem xét các hình thái tư bản và các hình thức biểu hiện của giá trị thặng dư
- Nghiên cứu về chủ nghĩa tư bản độc quyền và chủ nghĩa tư bản độc quyền nhà nước (phần này do Lenin có công đóng góp rất lớn)

Từ những nội dung cơ bản mà Marx và Engels đã xây dựng nên một hệ thống những phạm trù có liên quan một cách đồ sộ như: tái sản xuất xã hội, phương thức sản xuất, quan hệ sản xuất, tư bản lưu động, tư bản cố định, tư bản bất biến, tư bản khả biến, giá trị, giá trị sử dụng, hàng hóa sức lao động, sức lao động, đối tượng lao động, lực lượng lao động, tư liệu sản xuất.....

## Một số phát hiện quan trọng
Marx và Engels đã đầu tư công sức tập trung nghiên cứu các quy luật kinh tế của chủ nghĩa Tư bản và có những phát hiện quan trọng làm nền tảng cho lý luận khoa học của hai ông.

### Mâu thuẫn giữa hai thuộc tính của hàng hóa
Mâu thuẫn giữa thuộc tính giá trị và giá trị sử dung của hàng hóa là hàng hóa không đồng nhất về chất nhưng lại đồng nhất về chất. Giá trị và giá trị sử dụng cùng tồn tại trong bản thân hàng hóa nhưng lại tách rời về mặt không gian và thời gian. Cụ thể là
- Nếu xét ở góc độ là giá trị sử dụng thì các hàng hóa không đồng nhất về chất. Nhưng ngược lại, với tư cách là giá trị thì các hàng hóa lại đồng nhất về chất, đều là sự kết tinh của lao động tức đều là sự kết tinh của lao động, hay là lao động đã được vật hoá.
- Tuy giá trị sử dụng và giá trị cùng tồn tại trong một hàng hóa, nhưng quá trình thực hiện chúng lại tách rời nhau về cả mặt không gian và thời gian: giá trị được thực hiện trước trong lĩnh vực lưu thông, còn giá trị sử dụng được thực hiện sau trong lĩnh vực tiêu dùng.

Và từ phát hiện này, Karl Marx tiếp tục có phát hiện quan trọng thứ hai có liên quan.

### Tính chất hai mặt của lao động sản xuất hàng hóa
Lao động của người sản xuất hàng hóa có tính chất hai mặt một mặt nó vừa mang tính chất cụ thể (lao động cụ thể) mặt khác nó lại vừa mang tính chất trừu tượng (lao động trừu tượng). Và chính cái mà người công nhân, người lao động bị bóc lột là cái lao động trừu tượng của họ chứ không phải là lao động cụ thể, những việc làm cụ thể, thời gian cụ thể và chính vì tính trừu tượng như vậy nên khó nhận ra sự bóc lột, đặc biệt là sự bóc lột tinh vi.
Tính chất hai mặt của lao động sản xuất hàng hóa phản ảnh tính chất tư nhân và tính chất xã hội của lao động của người sản xuất hàng hóa

### Công thức chung của tư bản
Theo Karl Marx thì tiền trong lưu thông hàng hóa giản đơn vận động theo công thức: H - T - H (Hàng - Tiền - Hàng) còn tiền trong nền sản xuất tư bản chủ nghĩa thì theo công thức: T - H - T’ (Tiền - Hàng - Tiền').
Ông đã so sánh hai công thức này và phát hiện điểm khác cơ bản là lưu thông hàng hóa giản đơn bắt đầu bằng hành vi bán (H - T tức là Hàng - Tiền) và kết thúc bằng hành vi mua (T - H tức là Tiền - Hàng), ngoài ra điểm xuất phát và điểm kết thúc đều là hàng hóa, tiền chỉ đóng vai trò trung gian, mục đích là giá trị sử dụng.
Trong khi đó, lưu thông của tư bản bắt đầu bằng hành vi mua (T - H tức Tiền - Hàng) và kết thúc bằng hành vi bán (H - T’ tức Hàng - Tiền'), ở sơ đồ này, tiền vừa là điểm xuất phát, vừa là điểm kết thúc, còn hàng hóa chỉ đóng vai trò trung gian. Mục đích của lưu thông tư bản là giá trị, và giá trị lớn hơn.
Như vậy thì tư bản phải vận động theo công thức T-H-T’ để có giá trị mới. T' (tức là Tiền sau một vòng lưu thông sẽ được tính bằng công thức: T’ = T + ΔT, trong đó: ΔT là số tiền trội hơn (giá trị lớn hơn) được gọi là giá trị thặng dư (Karl Marx ký hiệu nó bằng m). Còn số tiền ứng ra ban đầu (Tiền ban đầu dùng để mua hàng ở đầu chu trình lưu thông này) với mục đích thu được giá trị thặng dư trở thành tư bản và tiền chỉ biến thành tư bản khi được dùng để mang lại giá trị thặng dư cho nhà tư bản.
Tóm lại, công thức chung của chủ nghĩa tư bản là: dưới đây
T – H – T’ với T’ = T + m

### Mâu thuẫn trong công thức chung
Karl Marx cũng đã phát hiện được mâu thuẫn trong công thức chung này đó là giá trị thặng dư vừa không được sinh ra trong quá trình lưu thông nhưng lại được sinh ra trong quá trình lưu thông.
Cụ thể, trong công thức chung của chủ nghĩa tư bản chỉ có 2 nhân tố là Hàng (H) và Tiền (T) và quá trình lưu thông thì cũng là sự sắp xếp theo trật tự khác nhau của 2 nhân tố này và không có một sự tác động nào bên ngoài hay có một tham số khác trong công thức này nhưng vẫn phát sinh ra nhân tố mới là T' tức là số tiền trội hơn (ΔT) hay giá trị thặng dư (m).
Nếu xét đơn thuần bề ngoài thì giá trị thặng dư có vẻ được sinh ra trong lưu thông vì phát sinh không ngoài công thức này (với hai đại lượng cơ bản là Hàng và Tiền). Tuy nhiên, nếu mua - bán ngang giá thì chỉ có sự thay đổi hình thái của giá trị từ tiền thành hàng hoặc từ hàng thành tiền. Còn tổng số giá trị trong tay mỗi người tham gia trao đổi trước sau vẫn không thay đổi.
Trong trường hợp trao đổi không ngang giá, hàng hóa có thể bán cao hơn hoặc thấp hơn giá trị thực của nó nhưng cũng chưa thể kết luận là có giá trị mới vì trong nền kinh tế hàng hóa, mỗi người sản xuất đều vừa là người bán, vừa là người mua (tính chung tổng thể). Cái lợi mà họ thu được khi bán sẽ bù lại cái thiệt khi mua hoặc ngược lại. Trong trường hợp có những kẻ chuyên mua rẻ, mua may, bán đắt hay lừa lọc, ép giá, nói thách, nói xạo để được lợi thì chính bản thân người thực hiện hành vi đó được lợi nhưng tổng giá trị toàn xã hội cũng không hề tăng lên, bởi vì số giá trị mà những người này thu được chẳng qua chỉ là sự ăn chặn, đánh cắp số giá trị của người khác. Điều này cũng tương tự như việc lưu thông tiền tệ trong sòng bài, chiếu bạc có người thắng, người thua nhưng quan trọng là người thắng thì lấy tiền từ kẻ thua (tiền chuyển từ tay người này qua tay người kia) chứ không sinh lợi thêm như nhiều người vẫn vọng tưởng.
Như vậy lưu thông và bản thân tiền tệ trong lưu thông không hề tạo ra giá trị hay giá trị mới. Nhưng mặt khác, nếu người có tiền không tiếp xúc gì với lưu thông, tức là đứng ngoài lưu thông (ví dụ như đem chôn, cất, dấu, tích trữ, tàng trữ, không đầu tư gì cả....) thì cũng không thể làm cho tiền của mình tăng thêm lên được (sẽ không có hiện tượng lãi mẹ đẻ lãi con).
Từ phân tích này Karl Marx kết luận:
| “           | Vậy là tư bản không thể xuất hiện từ lưu thông và cũng không thể xuất hiện ở bên ngoài lưu thông. Nó phải xuất hiện trong lưu thông và đồng thời không phải trong lưu thông | ” |
| — Karl Marx | |   |

Đó là mâu thuẫn của công thức chung của tư bản. Chính Karl Marx là người đầu tiên phân tích và giải quyết mâu thuẫn đó bằng một phát hiện tiếp theo đó là hàng hóa sức lao động.

### Hàng hóa sức lao động
Để giải quyết mâu thuẫn của công thức chung của tư bản thì hướng giải quyết là cần tìm trên thị trường một loại hàng hóa mà việc sử dụng nó có thể tạo ra được giá trị lớn hơn giá trị của bản thân nó, loại hàng hóa đặc biệt này chính là hàng hóa sức lao động. Trong quá trình lao động, sức lao động tạo ra một lượng giá trị mới lớn hơn giá trị của bản thân nó, phần giá trị dôi ra so với giá trị sức lao động là giá trị thặng dư. Đây được coi là đặc điểm riêng có của giá trị sử dụng của hàng hóa sức lao động và đặc điểm này là chìa khoá để giải quyết mâu thuẫn trong công thức chung của tư bản.
Sức lao động theo kinh tế chính trị Marx - Lenin là toàn bộ những năng lực (thể lực và trí lực) tồn tại trong một con người và được người đó sử dụng vào sản xuất, nó là cái có trước, còn lao động là cái có sau và chính là quá trình sử dụng sức lao động.
Theo chủ nghĩa Marx - Lenin thì trong mọi xã hội, sức lao động là yếu tố của sản xuất, nhưng sức lao động chỉ trở thành hàng hóa khi thoả mãn đồng thời hai điều kiện:
- Người lao động phải được tự do về thân thể, có quyền sở hữu sức lao động của mình và chỉ bán sức lao động ấy trong một thời gian nhất định.
- Người lao động không có tư liệu sản xuất cần thiết để tự mình đứng ra tổ chức sản xuất nên muốn sống chỉ còn cách bán sức lao động cho người khác sử dụng.

Thông qua hàng hóa sức lao động này mà tạo ra sự chuyển hóa trong lưu thông, tạo ra giá trị mới, theo đó công thức T - H - T' có thể được hiểu là: 
- T là tư bản, là số tiền đầu tư ban đầu, trong đó một phần sẽ đầu tư vào để mua máy móc, nhà xưởng, một phần mua nguyên liệu và một phần thuê nhân công;
- H chính là hàng hóa sức lao động, thông qua sức lao động của con người sẽ tác động vào máy móc, vật liệu để tạo nên những H'
- H' là hàng hóa có giá trị cao hơn so với giá trị ban đầu và nhà tư bản chỉ việc chiếm đoạt H' này và bán để thu về T'
- T' là giá trị mới, cao hơn và đã bao hàm trong đó là giá trị thặng dư.

Và cụ thể việc sử dụng hàng hóa sức lao động này như thế nào để phát sinh giá trị thặng dư thì Karl Marx tiếp tục có phát hiện tiếp theo là bóc trần quy trình sản xuất giá trị thặng dư.

### Sản xuất giá trị thặng dư
Nhà tư bản sẽ ứng trước ra một số tiền mua tư liệu sản xuất và sức lao động là để tạo ra giá trị thặng dư. Quá trình tạo ra giá trị thặng dư được Karl Marx phân tích rất kỹ lưỡng qua bài toán kéo sợi giả dụ của ông.
Để chế tạo ra 01 kg sợi, nhà tư bản phải ứng ra số tiền gồm:
- 20.000 đơn vị tiền tệ để mua 1 kg bông
- 3.000 đơn vị tiền tệ cho hao phí máy móc
- 5.000 đơn vị tiền tệ để mua sức lao động của công nhân điều khiển máy móc trong 01 ngày (10 giờ).
  - Tổng cộng: 28.000 đơn vị tiền tệ.

Giả định việc mua này đúng giá trị và mỗi giờ lao động của công nhân tạo ra giá trị mới kết tinh vào sản phẩm là 1.000 đơn vị.
Trong quá trình sản xuất, bằng lao động cụ thể, công nhân sử dụng máy móc để chuyển 1 kg bông thành 1 kg sợi, theo đó giá trị của bông và hao mòn máy móc cũng được chuyển vào sợi. Tỷ dụ chỉ trong 5 giờ công nhân đã kéo xong 1 kg bông thành 1 kg sợi, thì giá trị 1 kg sợi được tính theo các khoản chi phí như sau:
- Giá trị 1 kg bông chuyển vào = 20.000 đơn vị
- Hao mòn máy móc = 3.000 đơn vị
- Giá trị mới tạo ra: 5 giờ X 1.000 đơn vị = 5.000 đơn vị
  - Tổng cộng = 28.000 đơn vị tiền tệ.

Nếu quá trình lao động ngừng ở đây thì nhà tư bản chưa có được giá trị thặng dư vì nếu bán hàng hóa đi thì chi phí này bằng với chi phí ban đầu đã bỏ ra và chỉ huề vốn.
Thời gian lao động (5 giờ) mà người công nhân tạo ra một lượng giá trị ngang với giá trị sức lao động của mình gọi là thời gian lao động tất yếu tương tự, lao động trong khoảng thời gian ấy gọi là lao động tất yếu.
Tuy nhiên, nhà tư bản đã mua sức lao động trong 1 ngày với 10 giờ, chứ không phải 5 giờ. Như vậy, trong 5 giờ lao động tiếp theo, nhà tư bản chỉ phải chi thêm 20.000 đơn vị để mua 1 kg bông và 3.000 đơn vị hao mòn máy móc mà không phải chi thêm tiền công mướn lao động nữa. Và với 5 giờ lao động sau, người công nhân vẫn tạo ra 5.000 đơn vị giá trị mới (mà không được chi thêm đồng nào theo đợt thứ 2 này) và nhà tư bản lại có thêm 1 kg sợi bán đi với giá trị 28.000 đơn vị.
Và bảng giá tính tiền trong 5 giờ sau vẫn giống như 5 giờ ban đầu gồm chi phí nguyên liệu: 20.000 đơn vị, hao mòn máy móc: 3.000 đơn vị, giá trị mới: 5.000 đơn vị, tổng số: 28.000 đơn vị. Nhưng khác với bảng giá lần 1, chi phí đầu vào lần 2 này không có khoản 5.000 đơn vị để mua sức lao động.
Tổng cộng số tiền nhà tư bản chi ra để có được 2 kg sợi sẽ là:
- Tiền mua bông: 20.000 x 2 lần sản xuất = 40.000 đơn vị
- Hao mòn máy móc (máy chạy 10 tiếng): 3.000 x 2 lần sản xuất = 6.000 đơn vị
- Tiền lương công nhân sản xuất cả ngày (trong 10 giờ, tính theo đúng giá trị sức lao động) = 5.000 đơn vị
  - Tổng cộng = 51.000 đơn vị

Tổng giá trị của thu được của 2 kg sợi là: 2 kg x 28.000/kg = 56.000 đơn vị
Như vậy, lượng giá trị thặng dư thu được là: 56.000 (bán được) - 51.000 (chi phí) = 5.000 đơn vị (5.000 dư này là do chiếm đoạt lao động không công của công nhân mà có).
Thời gian lao động (5 giờ) để tạo ra giá trị thặng dư gọi là thời gian lao động thặng dư, và lao động trong thời gian ấy gọi là lao động thặng dư và Giá trị thặng dư là một bộ phận của giá trị mới dôi ra ngoài giá trị sức lao động do công nhân làm thuê tạo ra và bị nhà tư bản chiếm không. Nhà tư bản chi phối được số lao động không công ấy vì nhà tư bản là người sở hữu tư liệu sản xuất.
| “           | Bí quyết của sự tự tăng thêm giá trị của tư bản quy lại là ở chỗ tư bản chi phối được một số lượng lao động không công nhất định của người khác | ” |
| — Karl Marx | |   |

### Bản chất của tiền công
Từ ví dụ trên và qua phân tích giá trị thặng dư, Karl Marx đã phát hiện tiền công chính là biểu hiện bằng tiền của giá trị hàng hóa sức lao động, là giá cả của hàng hóa sức lao động và không nên nhầm tiền công là giá cả của lao động. cho dù nhà tư bản trả tiền công cho công nhân sau khi công nhân đã lao động để sản xuất ra hàng hóa hay tiền công được trả theo thời gian lao động (giờ, ngày, tuần, tháng), hoặc theo số lượng hàng hóa đã sản xuất được. Ở đây, cái mà nhà tư bản mua của công nhân không phải là lao động, mà là sức lao động (bỏ tiền để mướn sức của công nhân) cho nên tiền công không phải là giá trị hay giá cả của lao động (lao động đến đâu trả tiền đến đó), mà chỉ là giá trị hay giá cả của hàng hóa sức lao động (tức nhà tư bản đã mua loại hàng hóa này để tùy nghi sử dụng sao cho có lợi nhất).